# Golden Raspberry Awards 2023
De Golden Raspberry Awards 2023-uitreiking vond plaats op 9 maart 2024, een dag voor de uitreiking van de Oscars. De nominaties werden bekendgemaakt op 22 januari 2024. De prijzen werden toegekend aan de slechtste uitvoeringen betreffende film uit 2023. Het was de 44e editie van dit evenement.
SAG-AFTRA voorzitster Fran Drescher won de Razzie Redeemer Award voor haar toewijding om de acteursgilde door een langdurige staking in 2023 te loodsen en deze succesvol af te ronden. Ze was eerder in 1998 genomineerd in de categorie "slechtste actrice" voor de film The Beautician and the Beast.

## Genomineerden en winnaars
| "Winnaar"* |

| Categorie                                    | Nominaties |
| -------------------------------------------- | --- |
| Slechtste film                               | Winnie-the-Pooh: Blood and Honey                                                                                           |
| Slechtste film                               | The Exorcist: Believer |
| Slechtste film                               | Expend4bles |
| Slechtste film                               | Meg 2: The Trench |
| Slechtste film                               | Shazam! Fury of the Gods                                                                                                   |
| Slechtste regisseur                          | Rhys Frake-Waterfield voor Winnie-the-Pooh: Blood and Honey                                                                |
| Slechtste regisseur                          | David Gordon Green voor The Exorcist: Believer                                                                             |
| Slechtste regisseur                          | Peyton Reed voor Ant-Man and the Wasp: Quantumania                                                                         |
| Slechtste regisseur                          | Scott Waugh voor Expend4bles                                                                                               |
| Slechtste regisseur                          | Ben Wheatley voor Meg 2: The Trench                                                                                        |
| Slechtste acteur                             | Jon Voight in Mercy |
| Slechtste acteur                             | Russell Crowe in The Pope's Exorcist                                                                                       |
| Slechtste acteur                             | Vin Diesel in Fast X |
| Slechtste acteur                             | Chris Evans in Ghosted |
| Slechtste acteur                             | Jason Statham in Meg 2: The Trench                                                                                         |
| Slechtste actrice                            | Megan Fox in Johnny & Clyde                                                                                                |
| Slechtste actrice                            | Ana de Armas in Ghosted |
| Slechtste actrice                            | Salma Hayek in Magic Mike's Last Dance                                                                                     |
| Slechtste actrice                            | Jennifer Lopez in The Mother                                                                                               |
| Slechtste actrice                            | Helen Mirren in Shazam! Fury of the Gods                                                                                   |
| Slechtste mannelijke bijrol                  | Sylvester Stallone in Expend4bles                                                                                          |
| Slechtste mannelijke bijrol                  | Michael Douglas in Ant-Man and the Wasp: Quantumania                                                                       |
| Slechtste mannelijke bijrol                  | Mel Gibson in Confidential Informent                                                                                       |
| Slechtste mannelijke bijrol                  | Bill Murray in Ant-Man and the Wasp: Quantumania                                                                           |
| Slechtste mannelijke bijrol                  | Franco Nero in The Pope's Exorcist                                                                                         |
| Slechtste vrouwelijke bijrol                 | Megan Fox in Expend4bles                                                                                                   |
| Slechtste vrouwelijke bijrol                 | Kim Cattrall in About My Father                                                                                            |
| Slechtste vrouwelijke bijrol                 | Bai Ling in Johnny & Clyde                                                                                                 |
| Slechtste vrouwelijke bijrol                 | Lucy Liu in Shazam! Fury of the Gods                                                                                       |
| Slechtste vrouwelijke bijrol                 | Mary Stuart Masterson in Five Nights at Freddy's                                                                           |
| Slechtste duo                                | Winnie de Poeh & Knorretje als bloeddorstige slashers/moordenaars voor Winnie-the-Pooh: Blood and Honey                    |
| Slechtste duo                                | Elke 2 genadeloze huurlingen in Expend4bles                                                                                |
| Slechtste duo                                | Elke 2 geldbeluste Investeerders die hebben gedoneerd aan de $400 miljoen voor de remake-rechten in The Exorcist: Believer |
| Slechtste duo                                | Ana de Armas en Chris Evans in Ghosted                                                                                     |
| Slechtste duo                                | Salma Hayek en Channing Tatum in Magic Mike's Last Dance                                                                   |
| Slechtste Prequel, Remake, Rip-off of Sequel | Winnie-the-Pooh: Blood and Honey                                                                                           |
| Slechtste Prequel, Remake, Rip-off of Sequel | Ant-Man and the Wasp: Quantumania                                                                                          |
| Slechtste Prequel, Remake, Rip-off of Sequel | The Excorcist: Believer |
| Slechtste Prequel, Remake, Rip-off of Sequel | Expend4bles |
| Slechtste Prequel, Remake, Rip-off of Sequel | Indiana Jones and the Dial of Destiny                                                                                      |
| Slechtste scenario                           | Winnie-the-Pooh: Blood and Honey                                                                                           |
| Slechtste scenario                           | The Exorcist: Believer |
| Slechtste scenario                           | Expend4bles |
| Slechtste scenario                           | Indiana Jones and the Dial of Destiny                                                                                      |
| Slechtste scenario                           | Shazam! Fury of the Gods                                                                                                   |

1980 ·
1981 ·
1982 ·
1983 ·
1984 ·
1985 ·
1986 ·
1987 ·
1988 ·
1989 ·
1990 ·
1991 ·
1992 ·
1993 ·
1994 ·
1995 ·
1996 ·
1997 ·
1998 ·
1999 ·
2000 ·
2001 ·
2002 ·
2003 ·
2004 ·
2005 ·
2006 ·
2007 ·
2008 ·
2009 ·
2010 ·
2011 ·
2012 ·
2013 ·
2014 ·
2015 ·
2016 ·
2017 ·
2018 ·
2019 ·
2020 ·
2021 ·
2022 ·
2023 ·
2024